# Ochodaeus chrysomeloides
Ochodaeus chrysomeloides är en skalbaggsart som beskrevs av Franz Paula von Schrank 1781. Ochodaeus chrysomeloides ingår i släktet Ochodaeus och familjen Ochodaeidae. Inga underarter finns listade i Catalogue of Life.

## Bildgalleri

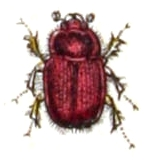